# Doomsday Blue
A Doomsday Blue (magyarul: Végítéletnapi szomorúság) Bambie Thug ír énekes dala, mellyel Írországot képviselte a 2024-es Eurovíziós Dalfesztiválon Malmőben. A dal 2024. január 26-án, az ír nemzeti döntőben, a Eurosongban megszerzett győzelemmel érdemelte ki a dalversenyen való indulás jogát.

## Eurovíziós Dalfesztivál
2024. január 11-én vált hivatalossá, hogy az énekes dala is bekerült a Eurosong elnevezésű nemzeti döntő mezőnyébe. A dal január 26-én megnyerte a dalválasztó műsort, ahol a nemzetközi és ír zsűri, valamint a nézői szavazatok együttese alakította ki a végeredményt. A döntőben a nemzetközi zsűrinél a harmadik, az ír zsűrinél és a közönségnél az első helyet érte el, ezzel összesítésben megnyerte a versenyt, így ez a dal képviselhette Írországot az Eurovíziós Dalfesztiválon.
A dalt először a május 7-én rendezendő első elődöntőben fellépési sorrendben negyedikként adták elő, a Litvániát képviselő Silvester Belt Luktelk című dala után és az Egyesült Királyságot képviselő Olly Alexander Dizzy című dala előtt. Az elődöntőből harmadik helyezettként továbbjutott a május 11-i döntőbe, ahol fellépési sorrendben tizedikként lépett fel, az Észtországot képviselő 5miinust és Puuluup (Nendest) narkootikumidest ei tea me (küll) midagi című dala után és a Lettországot képviselő Dons Hollow című dala előtt. A zsűri szavazáson a hatodik helyen végzett 142 ponttal (Ausztráliától maximális pontot kapott), míg a nézői szavazáson is a hatodik helyen végzett 136 ponttal, így összesítésben 278 ponttal a verseny hatodik helyezettje lett.
A következő ír induló Emmy Laika Party című dala volt a 2025-ös Eurovíziós Dalfesztiválon.

## Galéria

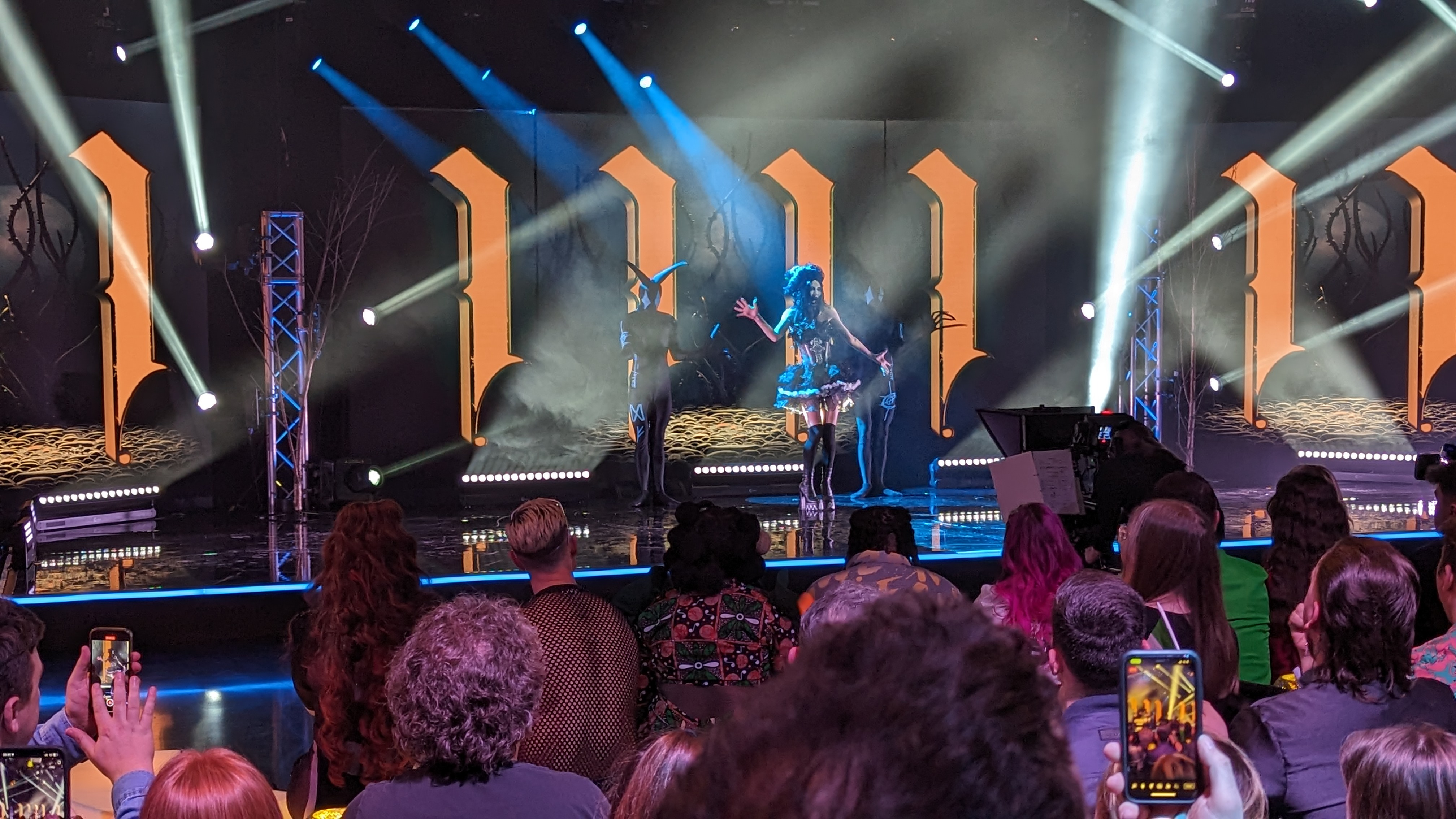
Az ír nemzeti döntőben
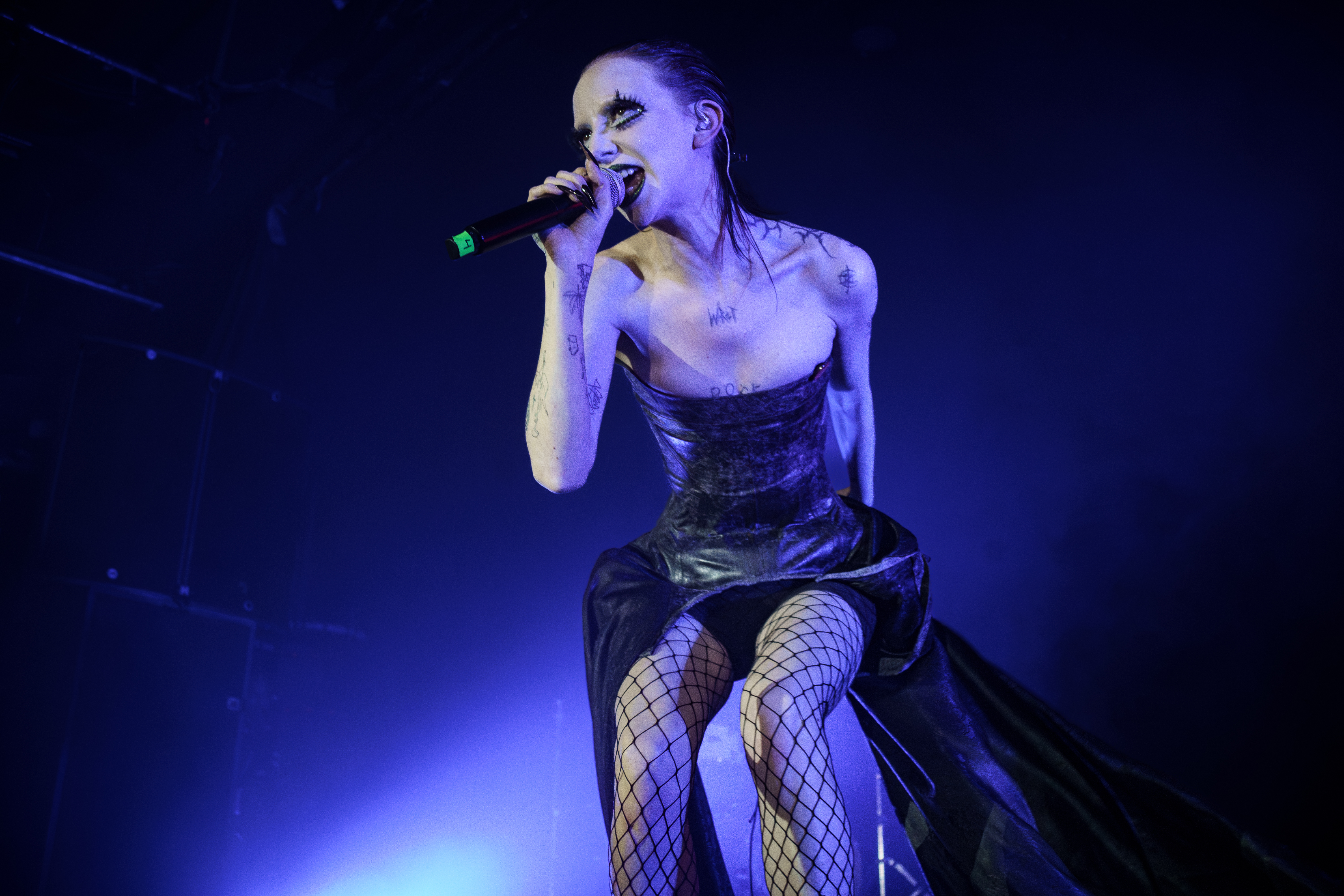
A madridi Eurovíziós partin
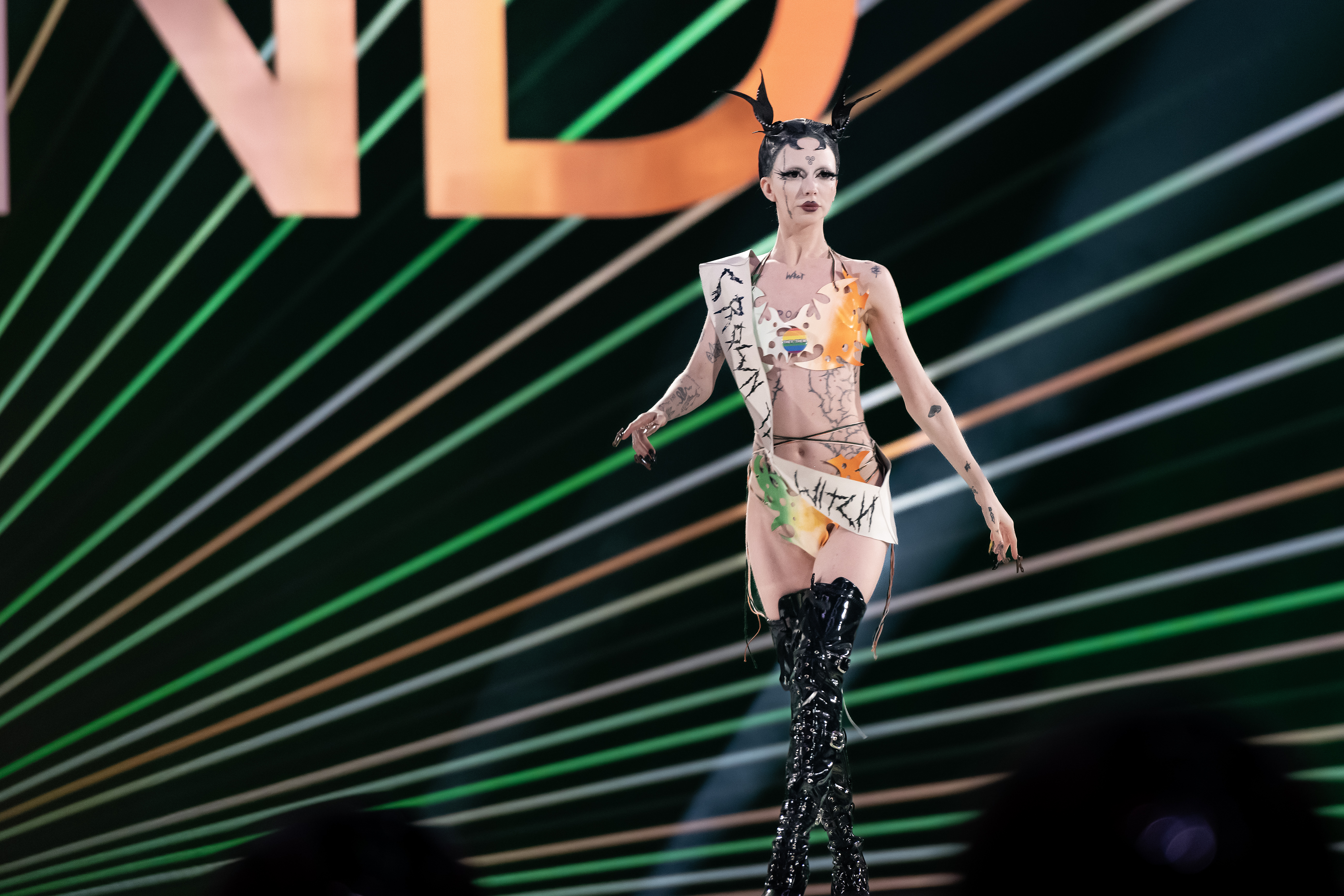
A döntő bevonulásán
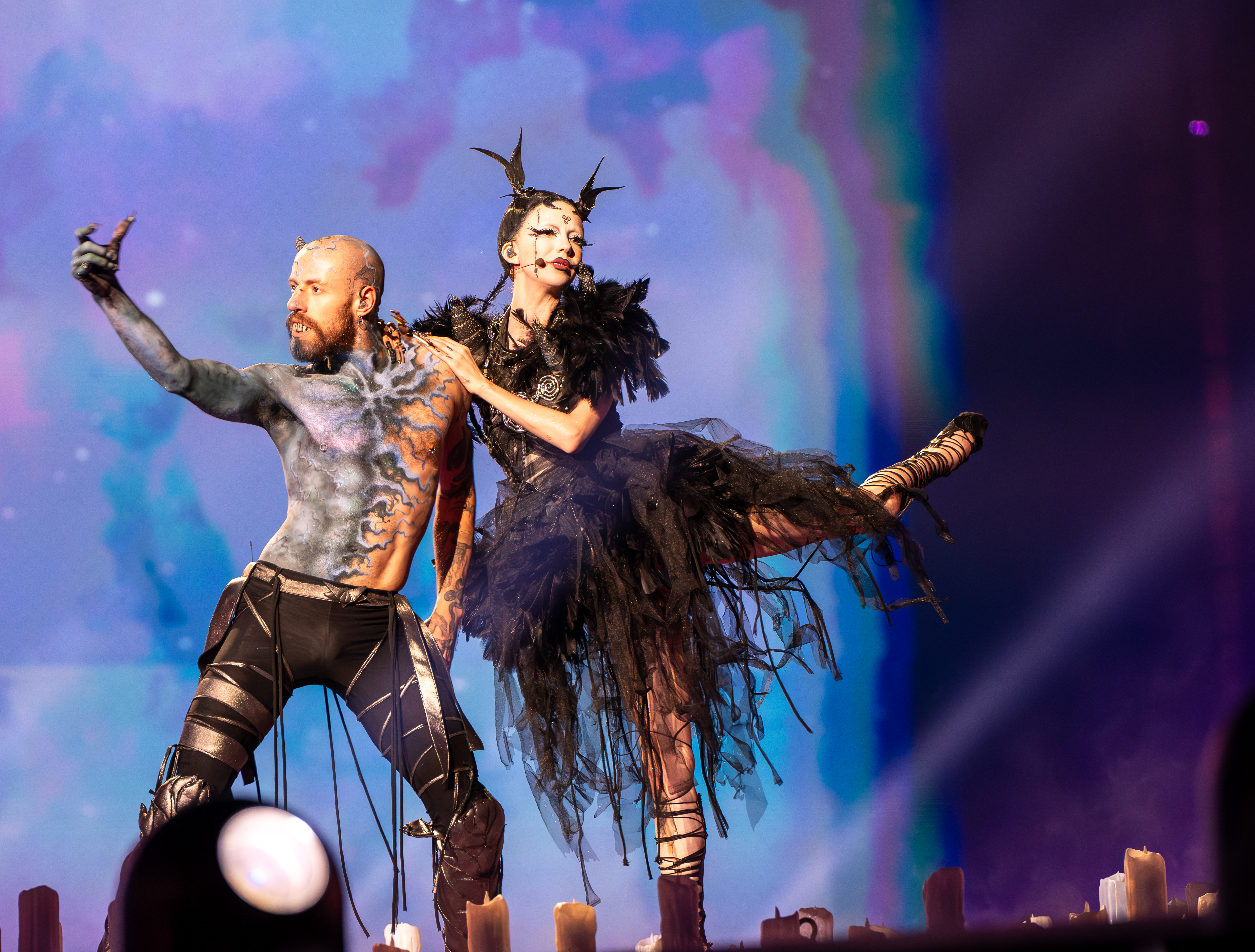
A döntőben